# Phannapa Harnsujin
Phannapa Harnsujin –en tailandés, พรรณนภา หาญสุจินต์– (Bangkok, 14 de septiembre de 1997) es una deportista tailandesa que compite en taekwondo.
Ganó una medalla de oro en el Campeonato Mundial de Taekwondo de 2019, y dos medallas en el Campeonato Asiático de Taekwondo, plata en 2018 y bronce en 2022. En los Juegos Asiáticos de 2022 consiguió una medalla de bronce.

## Palmarés internacional
| Campeonato Mundial  | Campeonato Mundial           | Campeonato Mundial | Campeonato Mundial |
| Año                 | Lugar                        | Medalla            | Categoría          |
| ------------------- | ---------------------------- | ------------------ | ------------------ |
| 2019                | Mánchester (Reino Unido)     | Medalla de oro     | –53 kg             |
| Juegos Asiáticos    |                              |                    |                    |
| Año                 | Lugar                        | Medalla            | Categoría          |
| 2022                | Hangzhou (China)             | Medalla de bronce  | –57 kg             |
| Campeonato Asiático |                              |                    |                    |
| Año                 | Lugar                        | Medalla            | Categoría          |
| 2018                | Ciudad Ho Chi Minh (Vietnam) | Medalla de plata   | –53 kg             |
| 2022                | Chuncheon (Corea del Sur)    | Medalla de bronce  | –57 kg             |